# زیست‌افزونه
زیست‌افزونه یا افزونه زیستی (به انگلیسی: Bioaugmentation) افزودن باستانیان یا کشت‌های باکتریایی است که برای سرعت بخشیدن به سرعت تخریب یک آلاینده لازم است. جاندارانی که از مناطق آلوده سرچشمه می‌گیرند ممکن است از پیش بتوانند زباله‌ها را تجزیه کنند، اما شاید به صورت ناکارآمد و آهسته.
زیست‌افزونه معمولاً در تصفیه فاضلاب شهری برای راه‌اندازی دوباره بیوراکتورهای لجن فعال استفاده می‌شود. اکثر کشت‌های موجود دارای کشت‌های میکروبی هستند که از پیش دارای تمام میکروارگانیسم‌های لازم هستند (B. licheniformis، B. thuringiensis , P. polymyxa ، B. stearothermophilus، Penicillium sp.، Aspergillus sp. , Flavobacterium , Arthrobacter، Pseudomonaces و غیره). سیستم‌های لجن فعال عموماً مبتنی بر میکروارگانیسم‌هایی مانند باکتری‌ها، تک‌یاخته‌ها، نماتدها، روتیفرها و قارچ‌ها هستند که توانایی تجزیه مواد آلی زیست‌تخریب‌پذیر هستند. نتایج مثبت بسیاری از بهره‌گیری زیست‌افزونه وجود دارد، مانند بهبود کارایی و سرعت فرایند تجزیه مواد و کاهش ذرات سمی در یک منطقه.